# دانشگاه دولتی زبان‌ها و علوم اجتماعی بروسوف ایروان
دانشگاه دولتی زبان‌ها و علوم اجتماعی بروسوف ایروان (ارمنی: Երևանի Բրյուսովի անվան պետական լեզվահասարակագիտական համալսարան) یک دانشگاه دولتی در ایروان پایتخت جمهوری ارمنستان می‌باشد که در سال ۱۹۳۵ افتتاح شد. این دانشگاه در سال ۱۹۶۲ به نام شاعر و تاریخ‌نگار روس والری بریسوف نامگذاری شده‌است.
فارغ‌التحصیلان این دانشگاه در رشته‌هایی چون روانشناسی عملی، تاریخ، علوم سیاسی و زبان‌های زبان روسی زبان انگلیسی زبان فرانسوی زبان آلمانی و دیگر رشته‌های علوم انسانی تحصیل می‌کند.
این دانشگاه در تقاطع خیابان‌های تومانیان و مسکو در مرکز مطالعات منطقه‌ای ایروان واقع شده‌است.